# Keilprobe
Die Keilprobe ist eine Untersuchung, bei der durch Erkrankungen oder degenerative Veränderungen des Beinapparates von Pferden verursachtes Lahmen festgestellt wird. Bei der Keilprobe wird der Hufrollenbereich belastet, weshalb sich die Keilprobe unter anderem zur Diagnostik von Hufrollenentzündung (Podotrochlose) eignet. Die Keilprobe ermöglicht jedoch keine sichere Diagnose, ein positives Ergebnis sollte lediglich als Hinweis gewertet werden.

## Durchführung
Zur Durchführung der Keilprobe wird das Bein des Pferdes für etwa 60 Sekunden auf einen nach hinten abfallenden Keil gestellt. Das gegenüberliegende Bein wird aufgenommen, so dass das Pferd die betroffene Gliedmaße belastet. Danach lässt man das Pferd sofort antraben. Zeigt das Pferd dabei starke Lahmheit, so deutet dies auf Probleme im Hufrollenbereich (Strahlbein, tiefe Beugesehne) hin.